# Convoi QP 7
Le convoi QP 7 est le nom de code d'un convoi allié durant la Seconde Guerre mondiale. Il fait partie d'une série de convois destinés à ramener les navires alliés des ports soviétiques du nord vers les ports britanniques. Les Alliés cherchaient à ravitailler l'URSS qui combattait leur ennemi commun, le Troisième Reich. Les convois de l'Arctique, organisés de 1941 à 1945, avaient pour destination le port d'Arkhangelsk, l'été, et Mourmansk, l'hiver, via l'Islande et l'océan Arctique, effectuant un voyage périlleux dans des eaux parmi les plus hostiles du monde.
Il part de Mourmansk en URSS le 12 février 1942 et se disperse le 22 février 1942 au niveau de l'Islande.

## Composition du convoi
Ce convoi est constitué de 8 cargos  :
- Royaume-Uni : Botavon, Jutland, Dartford, Southgate et Empire Halley
- Union soviétique : Stalingrad et El Almirante
- Panama : Stary Bolshevik

## L'escorte
Le convoi est escorté, au départ, par :
- le croiseur léger britannique : HMS Nigeria
- les destroyers britanniques : HMS Faulknor, HMS Intrepid
- les chasseurs de mine britanniques : HMS Hazard, HMS Speedwell

## Le voyage
Les chasseurs de mines sont rapidement relevés par deux autres chasseurs de mines HMS Britomart et HMS Sharpshooter. Le voyage se déroule sans problème.